# 额齿短角蟹
额齿短角蟹（学名：Harrovia frontodentata）为菱蟹科短角蟹属的动物。在中国大陆，分布于广东等地，多栖息于海水。